# نيستور لورينزو
نيستور لورينزو (بالإسبانية: Néstor Lorenzo)‏ (مواليد 26 فبراير 1966) هو لاعب كرة قدم. يلعب مع منتخب الأرجنتين لكرة القدم. سبق له أن لعب في كأس العالم لكرة القدم مع منتخب بلاده.

## مسيرته الكروية
لعب نيستور لورينزو خلال مسيرته الاحترافية مع 4 أندية في خمسة عشر موسمًا وسجل خلالها 19 هدفًا ضمن 351 مباراة. حيث فاز في أربعة مواسم بالكأس وفي ستة مواسم بالدوري.
خاض نيستور لورينزو مسيرته مع نادي أبردين في موسم 1986–87 ليلعب معه خمسة مواسم، مشاركًا في 135 مباراة سجل خلالها هدفين. ثم انتقل إلى نادي رينجرز في موسم 1991–92 ليلعب معه ستة مواسم، حيث شارك في 183 مباراة سجل خلالها 17 هدفًا. لينتقل بعدها إلى نادي ليدز يونايتد في موسم 1997–98 واستمر معه طيلة ثلاثة مواسم، مشاركًا في 26 مباراة ولم يسجل أي هدف. ثم انتقل إلى نادي مونتروز لكرة القدم في موسم 2002–03 لمدة موسم واحد، مشاركًا في 7 مباريات ولم يسجل أي هدف أيضًا.

## روابط خارجية
- نيستور لورينزو على موقع الاتحاد الدولي (مؤرشف)  (الإنجليزية)
- نيستور لورينزو على موقع قاعدة بيانات كرة القدم.إي يو (الإنجليزية)
- نيستور لورينزو على موقع ناشيونال فوتبول تيمز (الإنجليزية)
- نيستور لورينزو على موقع Soccerway.com (الإنجليزية)
- نيستور لورينزو على موقع عالم كرة القدم.نت (الإنجليزية)
- نيستور لورينزو على موقع أوليمبيديا (الإنجليزية)